# Darko Cingesar
Darko Cingesar (Ljubljana, 25 de julio de 1990) es un jugador de balonmano esloveno que juega como extremo izquierdo en el RK Trimo Trebnje y en la selección de balonmano de Eslovenia.
Con la selección ha ganado la medalla de bronce en el Campeonato Mundial de Balonmano Masculino de 2017.

## Palmarés

### RK Zagreb
- Liga de Croacia de balonmano (1): 2017
- Copa de Croacia de balonmano (1): 2017

## Clubes
- Gorenje Velenje ( -2014)
- RK Maribor Branik (2014-2016)
- RK Zagreb (2016-2017)[4]
- Pays d'Aix HB (2017-2020)
- RK Trimo Trebnje (2020- )